# Puerto del Buceo

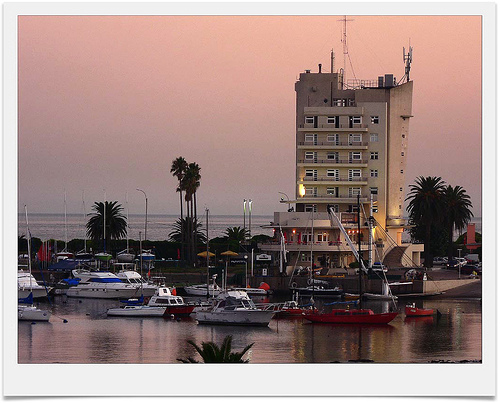
Edificio del Yacht Club Uruguayo en el Puerto del Buceo.

El Puerto del Buceo es una pequeña bahía en la costa de Montevideo. Se ubica en un extremo del barrio del Buceo, cerca de Pocitos.

## Historia
Tuvo gran significado histórico; en este lugar desembarcaron los invasores ingleses comandados por Samuel Auchmuty en 1807. Allí se libró el Combate naval del Buceo en 1814: con la victoria del almirante Guillermo Brown se marcó un importante momento en las guerras por la independencia de América del Sur. En la época del Gobierno del Cerrito, por este puerto ingresaban mercaderías para todo el interior del país; testimonio de esa época lo constituye la llamada Aduana de Oribe.
En la actualidad, constituye un ineludible punto de significado social, deportivo y turístico. Varias edificaciones destacadas como el Edificio Panamericano, Montevideo Shopping y el World Trade Center Montevideo se recortan en el horizonte. La Rambla Armenia y la Plaza Armenia con su monumento homenajea a los armenios presentes en el Uruguay.

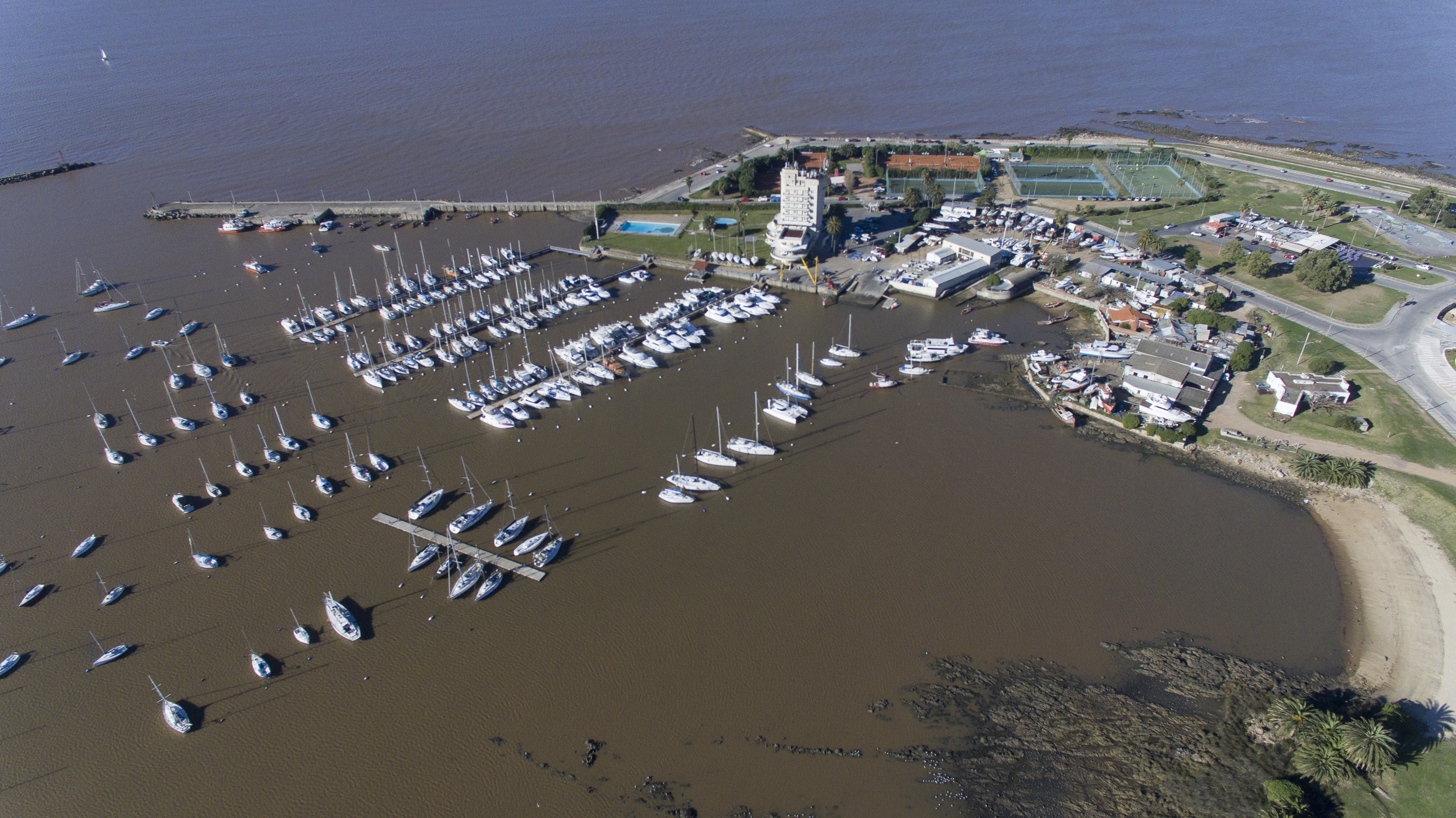
Puerto del Buceo, Yatch Club, Montevideo, Uruguay

Cuenta con un puerto deportivo de yates, dominado por la edificación del Yacht Club Uruguayo.

## Instituciones y Servicios
- Sede del Yacht Club Uruguayo.
- Mercado de pescadores artesanales.
- Sede de la Asociación Honoraria de Salvamentos Marítimos y Fluviales.

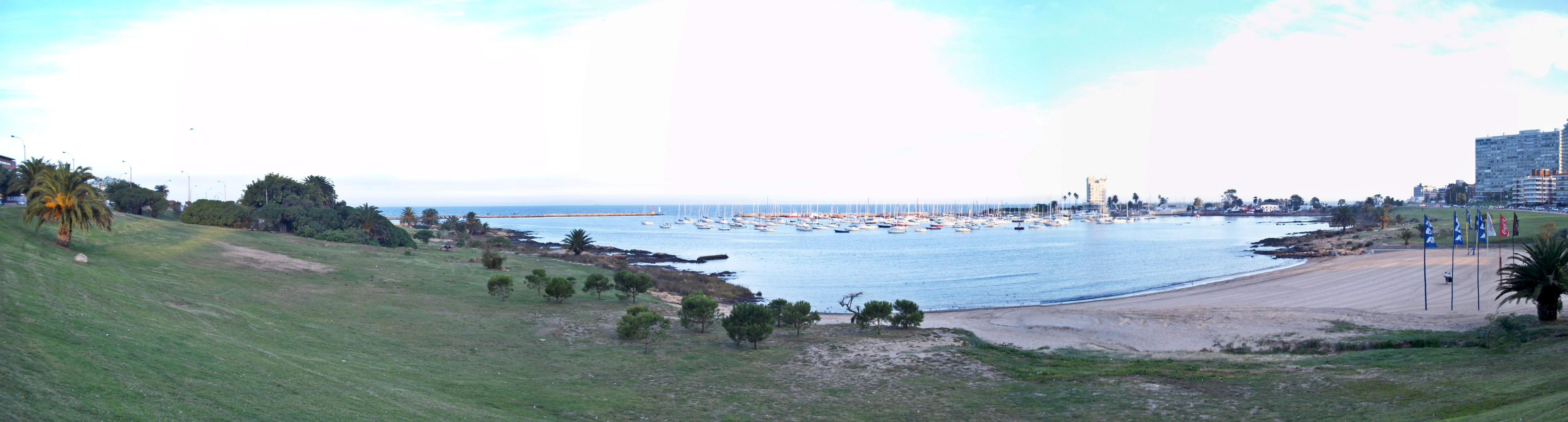
Panorámica de la Bahía del Buceo. Se distingue la playa y el puerto homónimo.

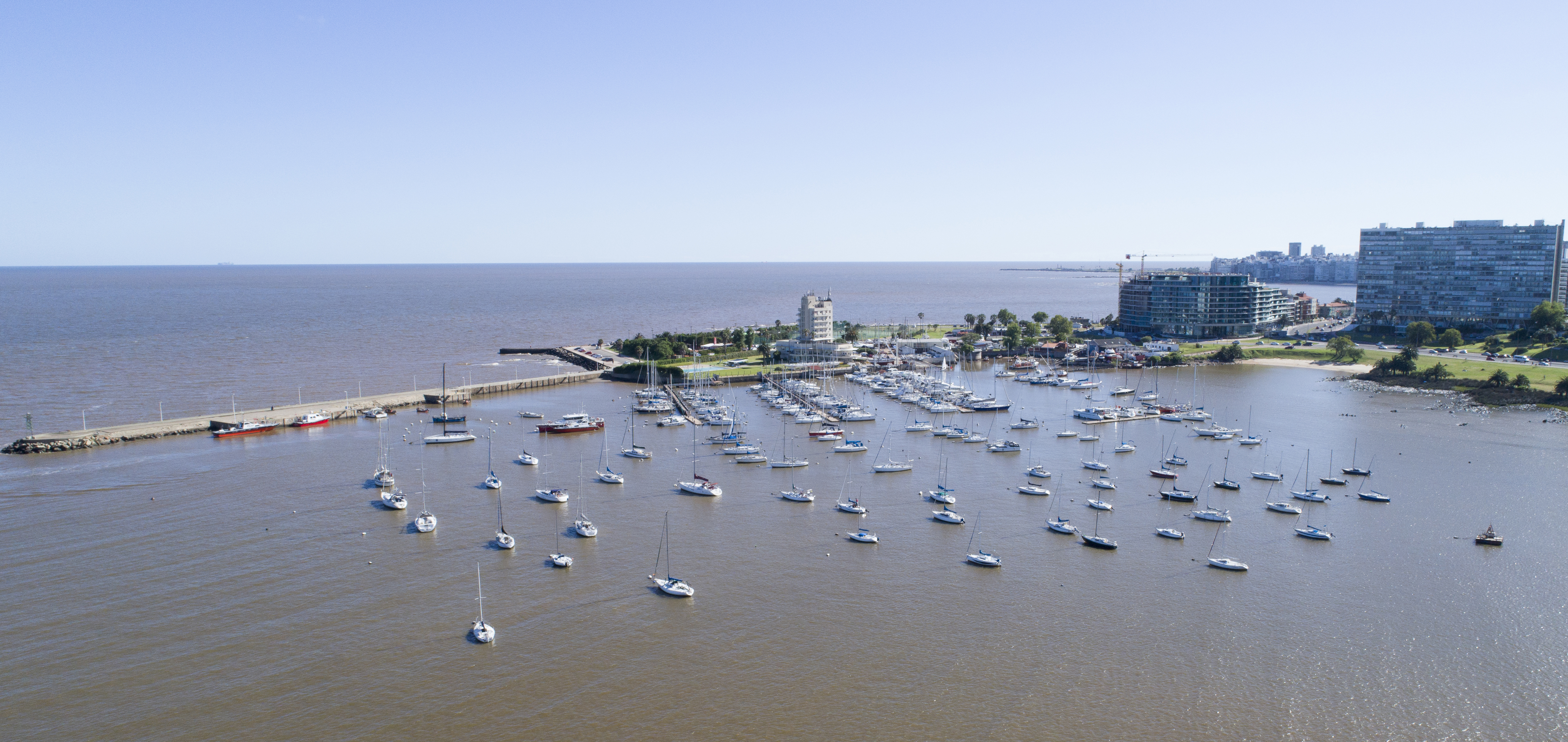
Puerto del Buceo toma aérea